# Kリーグベストイレブン
Kリーグベストイレブンは、Kリーグ1とKリーグ2の各シーズンごとに最も優れた11人の選手に授与される。

## Kリーグ1ベストイレブン
| 年   | ゴールキーパー         | ディフェンダー                                                              | ミッドフィールダー                                                                | フォワード                                                      |
| ---- | ---------------------- | --------------------------------------------------------------------------- | --------------------------------------------------------------------------------- | --------------------------------------------------------------- |
| 1983 | 趙炳得（ハレルヤ）     | 朴成華（ハレルヤ） 金哲洙（浦項製鉄） 張外龍（大宇） 李健助（油公）         | 趙廣來（大宇） 朴昌善（ハレルヤ）                                                 | 朴潤基（油公） 李太洪（浦項製鉄） 李春錫（大宇） 金鏞世（油公） |
| 1984 | 呉連敎（油公）         | 鄭龍煥（大宇） 朴景勳（浦項製鉄） 朴成華（ハレルヤ） 鄭鍾洙（油公）         | 朴昌善（ハレルヤ） 許丁茂（現代） 趙榮增（ラッキー金星）                          | 崔淳鎬（浦項製鉄） 李泰昊（大宇） 白鍾哲（現代）                |
| 1985 | 金顯泰（ラッキー金星） | 張外龍（大宇） 韓文培（ラッキー金星） 崔康熙（現代） 金哲洙（浦項製鉄）     | 朴商寅（ハレルヤ） 李興實（現代） 朴垣緒（ラッキー金星）                          | 金鏞世（油公） ピアポン（ラッキー金星） 康得壽（ラッキー金星）  |
| 1986 | 金顯泰（ラッキー金星） | 趙榮增（ラッキー金星） 金平錫（現代） 崔康熙（現代） 朴魯鳳（大宇）         | 曺敏國（ラッキー金星） 李興實（浦項製鉄） 尹星孝（韓一銀行）                      | 金鏞世（油公） 丁海遠（大宇） 咸鉉起（現代）                    |
| 1987 | 金豊柱（大宇）         | 具相範（ラッキー金星） 崔基奉（油公） 鄭龍煥（大宇） 朴景勳（浦項製鉄）     | 金三洙（現代） 魯壽珍（油公） 李興實（浦項製鉄）                                  | 崔相國（浦項製鉄） 丁海遠（大宇） 金鋳城（大宇）                |
| 1988 | 呉連敎（現代）         | 崔康熙（現代） 崔泰鎭（大宇） 孫炯先（大宇） 姜太植（浦項製鉄）             | 崔震澣（ラッキー金星） 金相鎬（浦項製鉄） 皇甫官（油公）                          | 李基根（浦項製鉄） 咸鉉起（現代） 申東喆（油公）                |
| 1989 | 車相光（ラッキー金星） | 林鐘憲（一和） 趙允煥（油公） 崔允謙（油公） 林榮益（ラッキー金星）         | 李興實（浦項製鉄） 趙德濟（大宇） 姜才淳（現代）                                  | 尹相喆（ラッキー金星） 趙兢衍（浦項製鉄） 魯壽珍（油公）        |
| 1990 | 劉大淳（油公）         | 林鐘憲（一和） 崔榮俊（ラッキー金星） 崔泰鎭（ラッキー金星） 李在熙（大宇） | 崔震澣（ラッキー金星） 李興實（浦項製鉄） 崔大植（ラッキー金星）                  | 尹相喆（ラッキー金星） 李泰昊（大宇） 宋柱錫（現代）            |
| 1991 | 金豊柱（大宇）         | 鄭龍煥（大宇） 朴鉉用（大宇） テッド（油公）                                | 金鉉錫（現代） 李永鎭（LG） 金鑄城（大宇） 崔康熙（現代） 李相潤（一和）          | 李基根（浦項製鉄） 高正云（一和）                               |
| 1992 | シャリチェフ（一和）   | 洪明甫（浦項製鉄） 李鐘和（一和） 朴正倍（LG）                              | 辛弘基（現代） 金鉉錫（現代） 申台龍（一和） 朴泰夏（浦項製鉄） 申東喆（油公）    | 朴昶鉉（浦項製鉄） 林根裁（LG）                                 |
| 1993 | シャリチェフ（一和）   | 崔英一（現代） 李鐘和（一和） 柳東官（浦項製鉄）                            | 金判根（大宇） 申台龍（一和） 金東海（LG） 李相潤（一和） 金奉吉（油公）          | 車相海（浦項製鉄） 尹相喆（LG）                                 |
| 1994 | シャリチェフ（一和）   | 安益洙（一和） 柳想鐵（現代） 洪明甫（浦項製鉄） 許起泰（油公）             | 申台龍（一和） 高正云（一和） 皇甫官（油公）                                      | 尹相喆（LG） ラデ（浦項製鉄） 金京來（全北）                    |
| 1995 | シャリチェフ（一和）   | 崔英一（現代） 洪明甫（浦項） 許起泰（油公）                                | 申台龍（一和） 高正云（一和） 金鉉錫（蔚山） 金判根（LG） アミル（大宇）          | 黄善洪（浦項） 盧相來（全南）                                   |
| 1996 | 金秉址（蔚山）         | 尹星孝（水原） 金鑄城（釜山） 許起泰（富川）                                | 申台龍（天安） バデア（水原） 洪明甫（浦項） 河錫舟（釜山） 金鉉錫（蔚山）        | ラデ（浦項） セルゲイ（富川）                                   |
| 1997 | 申凡喆（釜山）         | 金鋳城（釜山） マシエル（全南） 安益洙（浦項）                              | 金鉉錫（蔚山） 申晉遠（大田） 金仁完（全南） 李晉行（水原） 鄭在權（釜山）        | マニッチ（釜山） スカチェンコ（全南）                           |
| 1998 | 金秉址（蔚山）         | 安益洙（浦項） マシエル（全南） 李林生（富川）                              | 高宗秀（水原） 柳想鐵（蔚山） 白申哲（浦項） 安貞桓（釜山） 鄭正洙（蔚山）        | 金鉉錫（蔚山） シャシャ（水原）                                 |
| 1999 | 李雲在（水原）         | 姜喆（富川） 金鑄城（釜山） マシエル（全南） 辛弘基（水原）                 | 徐正源（水原） 高宗秀（水原） デニス（水原） 高正云（浦項）                       | 安貞桓（釜山） シャシャ（水原）                                 |
| 2000 | 申宜孫（安養）         | 姜喆（富川） 李林生（富川） 金鉉洙（城南） マシエル（全南）                 | アンドレ（安養） 申台龍（城南） 全慶埈（油公） デニス（水原）                     | 崔龍洙（安養） 金度勲（全北）                                   |
| 2001 | 申宜孫（安養）         | ウルモヴ（釜山） 金鉉洙（城南） 金容熙（城南） 李榮杓（安養）               | 申台龍（城南） 徐正源（水原） 宋鐘國（釜山） 南基一（富川）                       | 禹成用（釜山） サンドロC（水原）                                |
| 2002 | 李雲在（水原）         | 金鉉洙（城南） 金泰映（全南） 崔眞喆（全北） 洪明甫（浦項）                 | 申台龍（城南） 李天秀（蔚山） アンドレ（安養） 徐正源（水原）                     | 金大儀（城南） 柳想鐵（蔚山）                                   |
| 2003 | 徐東明（蔚山）         | 崔眞喆（全北） 金泰映（全南） 金鉉洙（城南） サントス（浦項）               | 申台龍（城南） 李城南（城南） 李官雨（大田） 金南一（全南）                       | 金度勳（城南） マグノ（全北）                                   |
| 2004 | 李雲在（水原）         | サントス（浦項） 柳京烈（蔚山） ムサ（水原） 郭熙柱（水原）                 | 金東進（ソウル） タバレジュ（浦項） 金斗炫（水原） 金大儀（水原）                 | ナドソン（水原） モタ（全南）                                   |
| 2005 | 金秉址（浦項）         | 林重容（仁川） 柳京烈（蔚山） 趙容亨（富川） 金泳徹（城南）                 | 李天秀（蔚山） 李浩（蔚山） 金斗炫（城南） 趙源熙（水原）                         | 朴主永（ソウル） マチャド（蔚山）                               |
| 2006 | 朴虎珍（水原）         | 張學英（城南） マト（水原） 崔眞喆（全北） 金泳徹（城南）                   | 金斗炫（城南） 李官雨（水原） 白智勳（水原） ポポ（釜山）                         | 禹成用（城南） 金殷中（ソウル）                                 |
| 2007 | 金秉址（ソウル）       | アディ（ソウル） マト（水原） 黄載元（浦項） 張學英（城南）                 | タバレジュ（浦項） 李官雨（水原） 金基東（浦項） 金斗炫（城南）                   | カボレ（慶南） 李根鎬（大邱）                                   |
| 2008 | 李雲在（水原）         | アディ（ソウル） マト（水原） 朴東赫（蔚山） 崔孝鎭（浦項）                 | 金炯氾（全北） 趙源熙（水原） 奇誠庸（ソウル） 李菁龍（ソウル）                   | エドゥー（水原） 李根鎬（大邱）                                 |
| 2009 | 申和容（浦項）         | 金相植（全北） 金亨鎰（浦項） 黄載元（浦項） 崔孝鎭（浦項）                 | 崔兌旭（全北） 奇誠庸（ソウル） 金正友（城南） エニーニョ（全北）                 | 李東國（全北） デニルソン（浦項）                               |
| 2010 | 金龍大（ソウル）       | アディ（ソウル） 洪正好（済州） サーシャ（城南） 崔孝鎭（ソウル）           | モリーナ（城南） 尹ビッカラム（慶南） 具滋哲（済州） エニーニョ（全北）           | デヤン（ソウル） 金殷中（済州）                                 |
| 2011 | 金永光（蔚山）         | 朴原載（全北） 郭泰輝（蔚山） 趙晟桓（全北） 崔哲淳（全北）                 | 廉基勳（水原） 尹ビッカラム（慶南） 河大成（ソウル） エニーニョ（全北）           | デヤン（ソウル） 李東國（全北）                                 |
| 2012 | 金龍大（ソウル）       | アディ（ソウル） 鄭仁煥（仁川） 郭泰輝（蔚山） 金昌洙（釜山）               | モリーナ（城南） 河大成（ソウル） 黃鎭成（浦項） 李根鎬（蔚山）                   | デヤン（ソウル） 李東國（全北）                                 |
| 2013 | 金承奎（蔚山）         | アディ（ソウル） 金致坤（蔚山） 金源一（浦項） 李鎔（蔚山）                 | 高武烈（浦項） 李明柱（浦項） 河大成（ソウル） レオナルド（全北）                 | デヤン（ソウル） 金信煜（蔚山）                                 |
| 2014 | 權純泰（全北）         | 洪喆（水原） 金周榮（ソウル） ウィルキンソン（全北） 車ドゥリ（ソウル）     | 林相協（釜山） 高明振（ソウル） 李承琪（全北） 韓敎元（全北）                     | 李東國（全北） サントス（水原）                                 |
| 2015 | 權純泰（全北）         | 洪喆（水原） ヨニッチ（仁川） 金基熙（全北） 車ドゥリ（ソウル）             | 廉基勲（水原） 李在成（全北） 權昶勳（水原） 宋珍炯（済州）                       | 李東國（全北） アドリアーノ（ソウル）                           |
| 2016 | 權純泰（全北）         | 鄭澐（済州） オスマル（ソウル） ヨニッチ（仁川） 高光民（ソウル）           | レオナルド（全北） 李在成（全北） 權昶勳（水原) ロペジュ（全北）                  | 鄭助國（光州） アドリアーノ（ソウル）                           |
| 2017 | 趙賢祐（大邱）         | 金珍洙（全北） 金玟哉（全北） 呉反錫（済州） 崔喆淳（全北）                 | 廉基勳（水原） 李在成（全北） 李昌敏（済州） 李承琪（全北）                       | ジョナタン（水原） 李根鎬（江原）                               |
| 2018 | 趙賢祐（大邱）         | 洪喆（水原） 金玟哉（全北） リチャード（蔚山） 李鎔（全北）                 | ネゲバ（慶南） 崔榮峻（慶南） アギラール（仁川） ロペジュ（全北）                 | マルコン（慶南） ジュニオ（蔚山）                               |
| 2019 | 趙賢祐（大邱）         | 洪喆（水原） 洪正好（全北） 李鎔（全北） 金太煥（蔚山）                     | 文宣民（全北） 金甫炅（蔚山） セジーニャ（大邱） ワンデルソン（浦項）             | タガート（水原） ジュニオ（蔚山）                               |
| 2020 | 趙賢祐 (蔚山)          | 姜祥佑 (浦項) 權敬源 (尚武) 洪正好 (全北) 金太煥 (蔚山)                     | 韓敎元（全北） 孫準浩（全北） セジーニャ（大邱） パロセヴィッチ（浦項）           | ジュニオ（蔚山） イリュチェンコ（浦項）                         |
| 2021 | 趙賢祐（蔚山）         | 李記帝（水原） ブルトゥイス（蔚山） 洪正好（全北） 姜祥佑（浦項）           | 林相協 (浦項) ヴァコ (蔚山) セジーニャ (大邱) 李東俊 (蔚山)                       | 周敏圭 (済州) ラース (水原FC)                                   |
| 2022 | 趙賢祐（蔚山）         | 金珍洙（全北） 金英權（蔚山） 朴鎭燮（全北） 金太煥（蔚山)                  | 金大元 (江原) 申塡灝 (浦項) セジーニャ (大邱) 李青龍 (蔚山)                       | 趙圭誠 (全北) 周敏圭 (済州)                                     |
| 2023 | 趙賢祐（蔚山）         | ワンデルソン（浦項） 金英權（蔚山） グラント（浦項） 薛英佑（蔚山)          | ジェルソ (仁川) オベルダン (浦項) 李淳敏 (光州) 嚴元相 (蔚山)                     | ゼカ (浦項) 周敏圭 (蔚山)                                       |
| 2024 | 趙賢祐（蔚山）         | 李明載 (蔚山) 朴乘煜 (金泉) 金基熙 (蔚山) 黃文基 (江原)                     | アンデルソン・オリヴェイラ (水原FC) 高丞範 (蔚山) オベルダン (浦項) 梁民赫 (江原) | 李東炅 (金泉) 李尙憲 (江原)                                     |

## Kリーグ2ベストイレブン
| 年   | ゴールキーパー       | ディフェンダー                                                                | ミッドフィールダー                                                      | フォワード                              |
| ---- | -------------------- | ----------------------------------------------------------------------------- | ----------------------------------------------------------------------- | --------------------------------------- |
| 2013 | 金鎬浚（尚州）       | 崔喆淳（尚州） 金亨鎰（尚州） 李在城（尚州） 呉範錫（警察）                   | 廉基勳（警察） 李浩（尚州） 崔進樹（安養） 金泳厚（警察）               | 李根鎬（尚州） アレックス（高陽）       |
| 2014 | 朴柱元（大田）       | 李在權（警察） 許宰源（大邱） 尹遠溢（大田） 任倉佑（大田）                   | 金浩男（光州） 李容來（警察） 崔進樹（安養） 崔鎭虎（江原）             | アドリアーノ（大田） アレックス（江原） |
| 2015 | 趙賢祐（大邱）       | 朴珍鋪（尚州） 辛炯珉（警察） 姜敏壽（尚州） 李鎔（尚州）                     | 高敬旻（安養） 李承琪（尚州） 趙源熙（イーランド） 金在成（イーランド） | ジョナタン（大邱） 周敏圭（イーランド） |
| 2016 | 趙賢祐（大邱）       | 鄭宇宰（大邱） 黄載元（大邱） 李漢賽（江原） 鄭昇勇（江原）                   | バグニーニョ（富川） 李弦昇（安山） 黄仁範（大田） セジーニャ（大邱）   | 金東燦（大田） ポプ（釜山）             |
| 2017 | 李範守（慶南）       | 崔在洙（慶南） 朴志洙（慶南） イヴァン（慶南） 禹周成（慶南）                 | 政原進（慶南） 黄仁範（大田） 文記韓（富川） 裵起鐘（慶南）             | マルコン（慶南） 李庭協（釜山）         |
| 2018 | 金永光（イーランド） | 徐保閔（城南） 尹榮善（城南） 李漢賽（牙山） 金紋奐（釜山）                   | ホムロ（釜山） 黄仁範（大田） 李明柱（牙山） 安鉉範（牙山）             | 羅相浩（光州） キジュ（大田）           |
| 2019 | 尹普相（光州）       | 李有德（光州） ニルソンジュニオ（富川） アシュルマトフ（光州） 金紋奐（釜山） | 金相沅（安養） アレックス（安養） 李同俊（釜山） ホムロ（釜山）         | 趙圭誠（安養） チソム（水原FC）         |
| 2020 | 呉承訓 (済州)        | 鄭宇宰 (済州) 鄭澐 (済州) 曺侑珉 (水原FC) 安鉉範 (済州)                       | 公閔玄 (済州) 李昌敏 (済州) 金泳旭 (済州) 白星東 (慶南)                 | 安柄俊 (水原FC) レアンドロ (イーランド) |
| 2021 | 具聖潤 (金泉)        | 徐永才 (大田) 鄭昇炫 (金泉) 周賢佑 (安養) 崔俊 (釜山)                         | 金京中 (安養) 金現旭 (全南) 石田雅俊 (大田) 朴珍燮 (大田)               | 安柄俊 (釜山) ジョナタン (安養)         |
| 2022 | 金耿民 (光州)        | 趙賢泰 (富川) 安泳奎 (光州) 曺侑珉 (大田) 杜炫錫 (光州)                       | ウィリアン (大田) 朴限彬 (光州) 李順敏 (光州) 嚴智星 (光州)             | 柳康鉉 (忠南) ティアゴ (慶南)           |
| 2023 | 具相珉 (釜山)        | 金東珍 (安養) 李韓道 (釜山) 李尚珉 (金泉) 崔俊 (釜山)                         | 金鎭圭 (金泉) バルディビア (全南) 元斗才 (金泉) 在現 (慶南)             | ルイス (金浦) ジョルジ (忠北清州)       |

## Kリーグ30周年記念歴代ベストイレブン（2013）
| ゴールキーパー                      | ディフェンダー                                                    | ミッドフィールダー                                                  | フォワード                                  |
| ----------------------------------- | ----------------------------------------------------------------- | ------------------------------------------------------------------- | ------------------------------------------- |
| シャリチェフ/申宜孫（城南、ソウル） | 崔康熙（浦項、蔚山） 金泰映（全南） 洪明甫（浦項） 朴景勳（浦項） | 金鋳城（釜山） 申台龍（城南） 柳想鐵（蔚山） 徐正源（ソウル、水原） | 黄善洪（浦項、水原） 崔淳鎬（浦項、ソウル） |